# Маус
«Маус. Сповідь уцілілого» (англ. Maus: A Survivor's Tale), більш відомий як просто «Маус» (Maus) — графічний роман американського творця коміксів Арта Шпіґельмана. Роман побудований як бесіда Шпіґельмана з власним батьком, який розповідає про своє життя та життя польських євреїв, до кого він належав за походженням, напередодні та під час Другої світової війни та Голокосту. Характерною рисою твору є те, що Шпіґельман вдався до постмодерніських прийомів, змальовуючи всіх персонажів у вигляді тварин відповідно до їхніх національностей: євреї - щури, німці та поляки - коти та свині.
Роман публікувався уривками у Шпігельмановому журналі Raw протягом 1980—1991 років. 1986 року видавництво Pantheon Books видало перші 6 глав окремою книгою, а 1991 року побачив світ другий том Мауса. 1992 року Артові Шпіґельману за Мауса було присуджено Пулітцерівську премію, ставши першим графічним романом, який отримував цю премію.

## Переклади українською
- Арт Шпіґельман. Маус. Сповідь уцілілого : літературно-художнє видання / Переклад з англ. Ярослави Стріхи. — Київ : «Видавництво», 2020. — 296 с. — ISBN 978-617-7818-05-1.